# Aérodrome de Setté Cama
L'aérodrome de Setté Cama est une piste d'atterrissage desservant Setté Cama, dans la province d’Ogooué-Maritime, au Gabon. La piste se trouve sur une péninsule du côté de l’océan de la lagune de Ndogo, à 2 kilomètres au sud-est du village.